# Mierla
Mierla fue una aldea medieval situada en el actual término municipal de Ojos Negros.

## Geografía
Estaba situada en el extremo este del término municipal de Ojos Negros, cerca de las lindes con Villafranca y Monreal. Aún persisten los topónimos de Venta de Mierla y Dehesa de Mierla en dicha zona.

## Historia
Mierla perteneció a la Orden de Alcalá de la Selva. El 12 de octubre de 1375 la orden vendió Mierla a Juan Fernández de Heredia junto con Alcalá de la Selva. En 1401, el gobernador de Aragón y procurador de Juan Fernández de Heredia Gil Roiz de Lihori vendió Mierla y las salinas de Ferrera de Ojos Negros a la Comunidad de Daroca.
La aldea fue abandonada en el siglo XIV. Hacia 1930 la Venta de Mierla era un núcleo habitado de Ojos Negros, como casa de labor.